# Rhagastis
Rhagastis là một chi bướm đêm thuộc họ Sphingidae.

## Các loài
- Rhagastis acuta - (Walker 1856)
- Rhagastis albomarginatus - (Rothschild 1894)
- Rhagastis binoculata - Matsumura 1909
- Rhagastis castor - (Walker 1856)
- Rhagastis confusa - Rothschild & Jordan 1903
- Rhagastis diehli - Haxaire & Melichar, 2010
- Rhagastis gloriosa - (Butler 1875)
- Rhagastis hayesi - Diehl 1982
- Rhagastis lambertoni - (Clark 1923)
- Rhagastis lunata - (Rothschild 1900)
- Rhagastis meridionalis - Gehlen, 1928
- Rhagastis mongoliana - (Butler 1876)
- Rhagastis olivacea - (Moore 1872)
- Rhagastis rubetra - Rothschild & Jordan 1907
- Rhagastis trilineata - Matsumura 1921
- Rhagastis velata - (Walker 1866)

## Hình ảnh

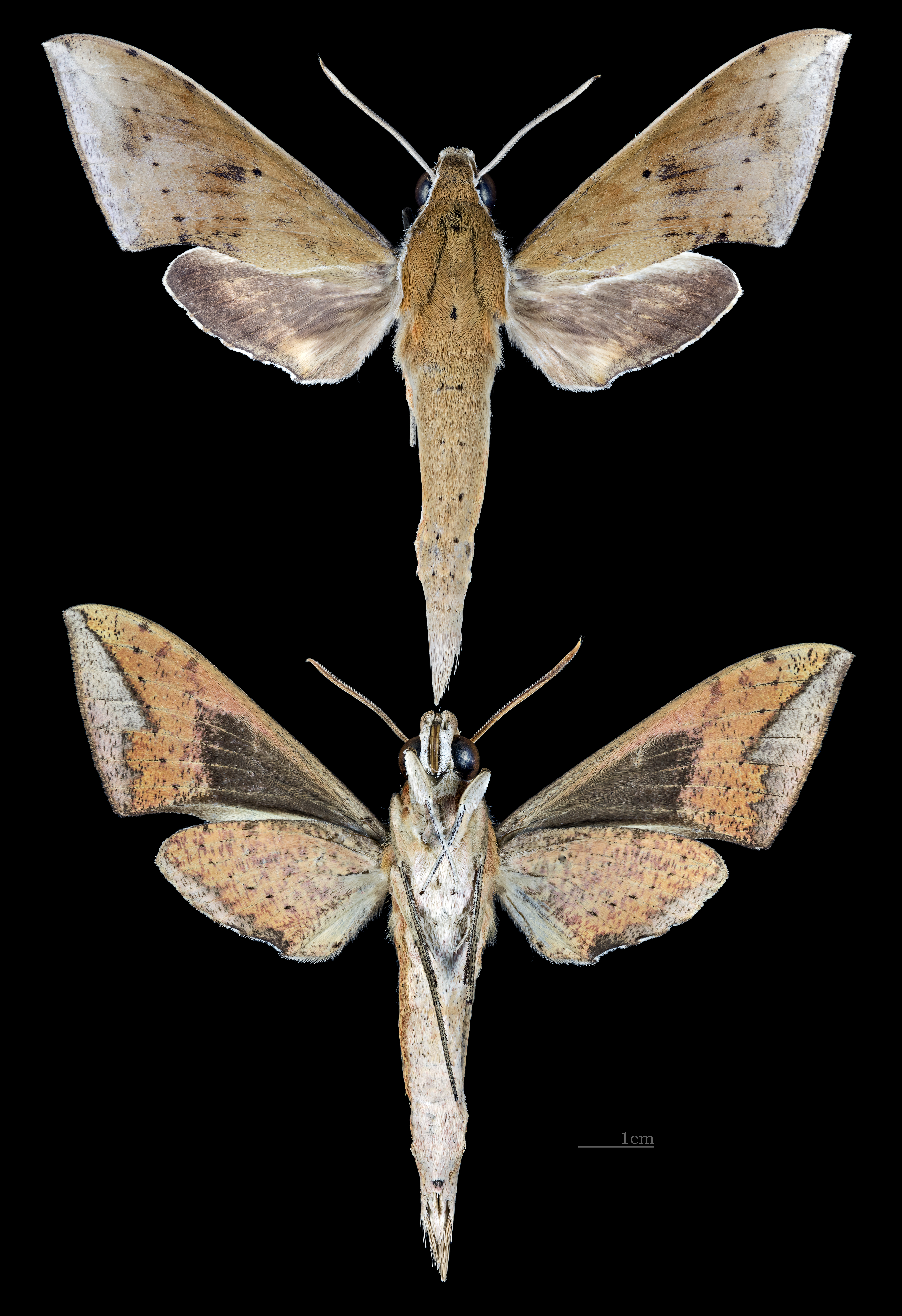
Rhagastis acuta
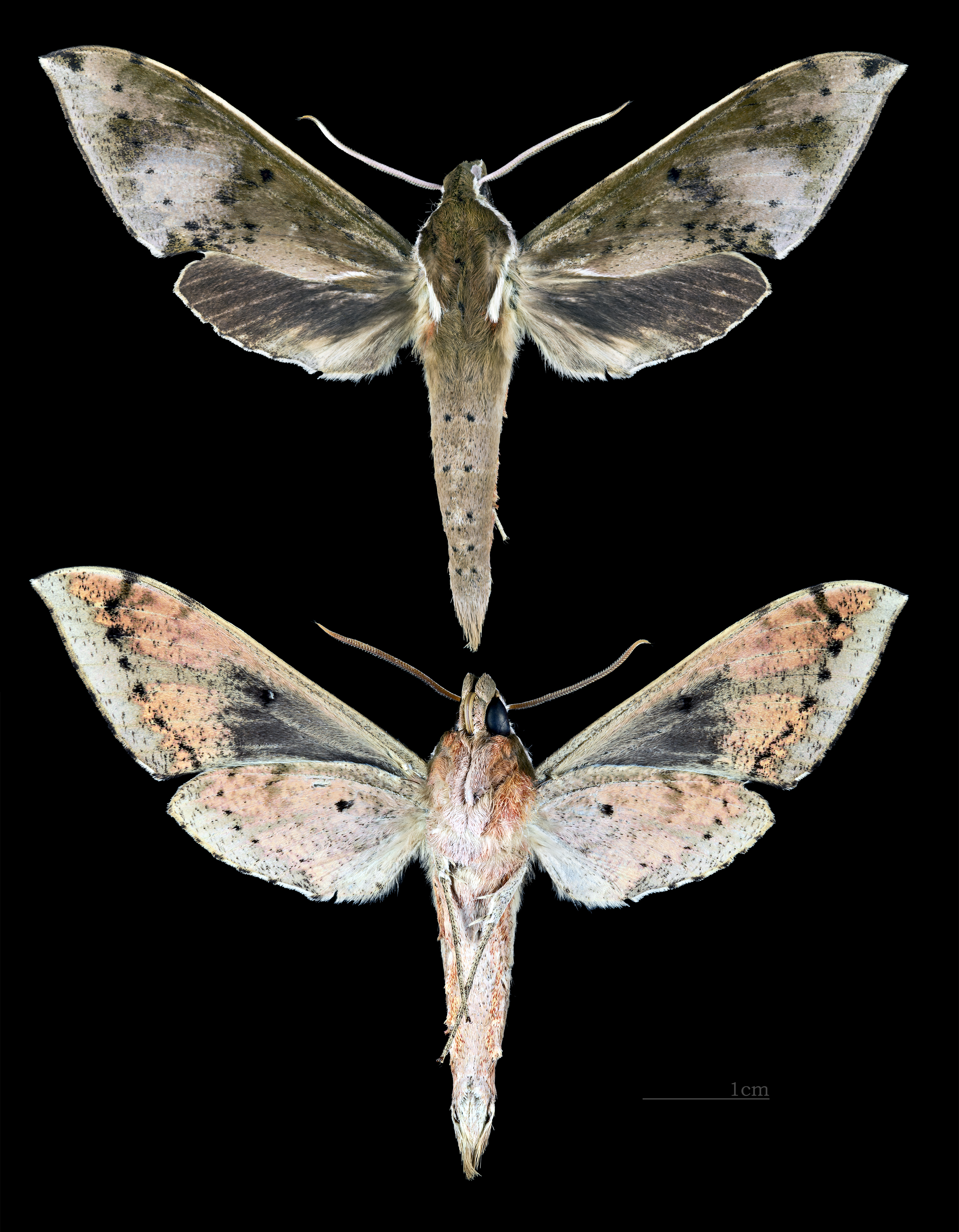
Rhagastis albomarginatus
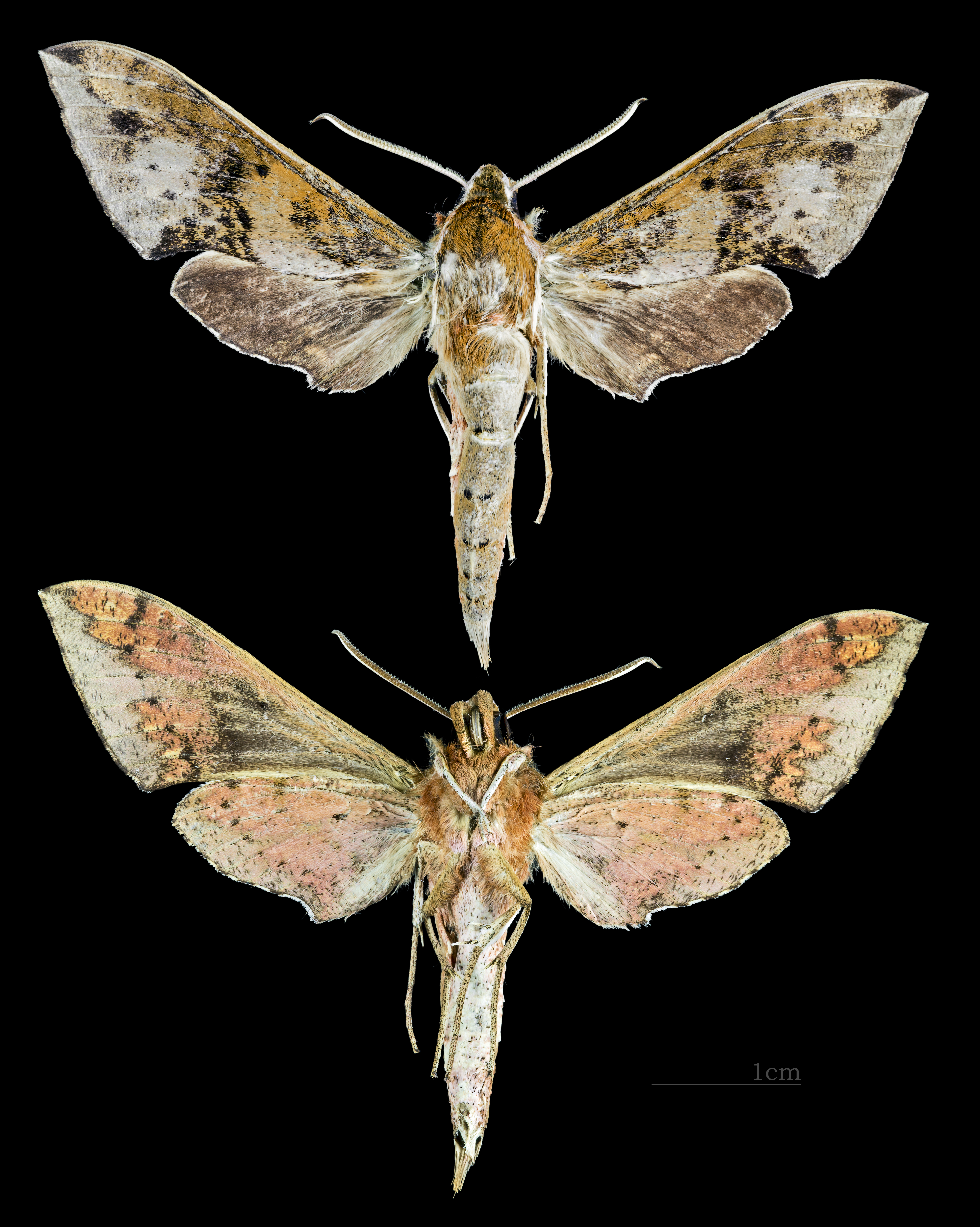
Rhagastis binoculata
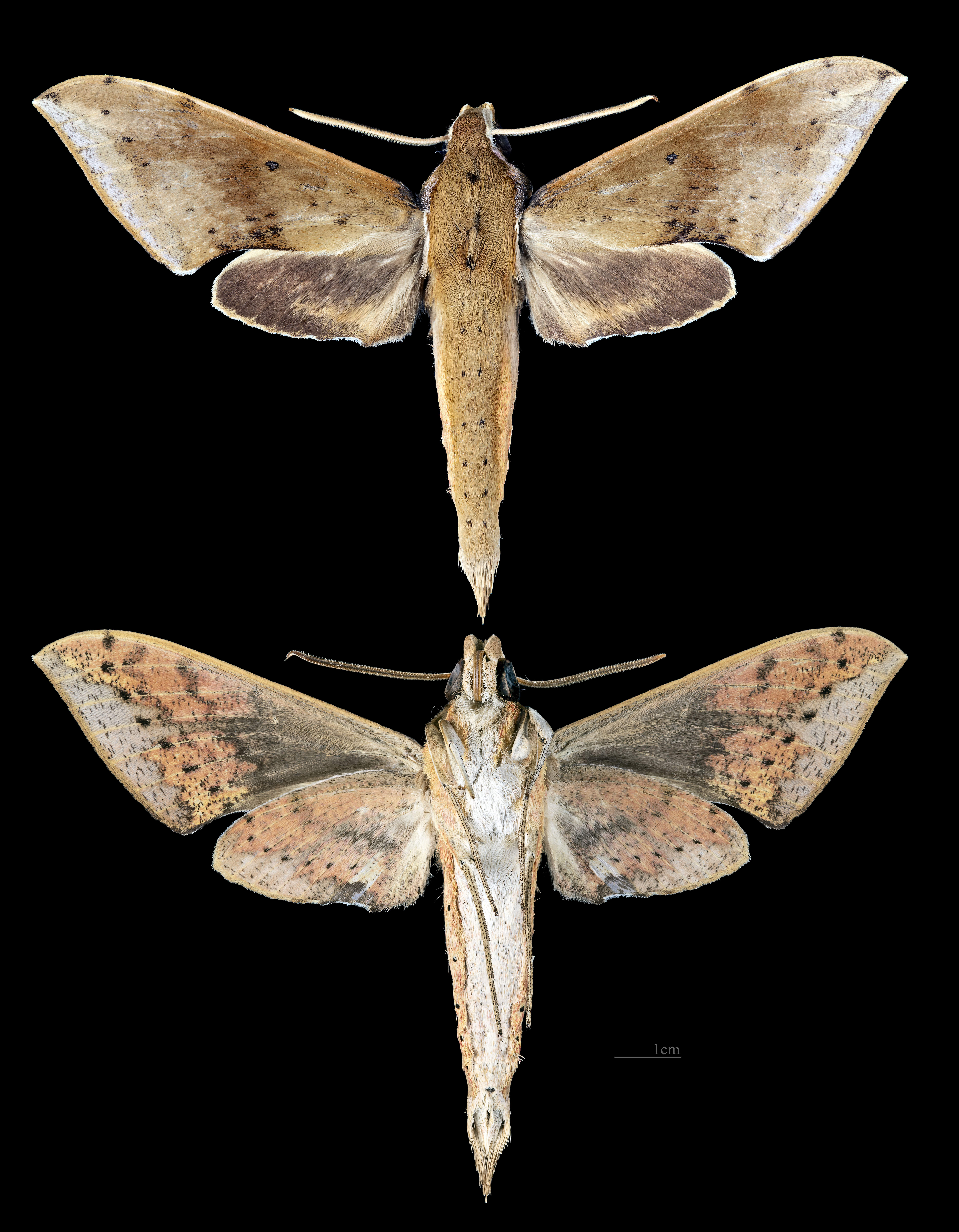
Rhagastis castor
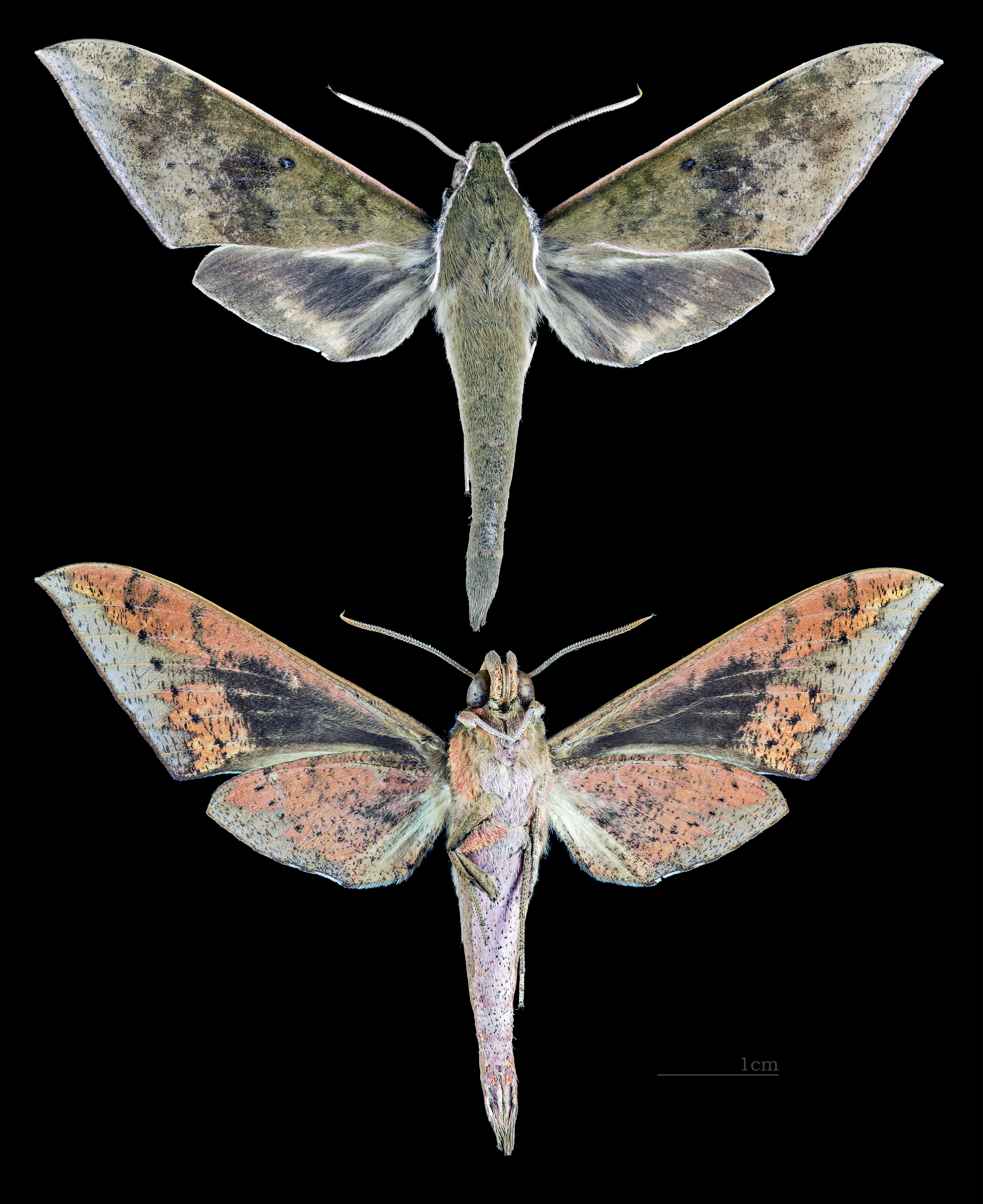
Rhagastis confusa
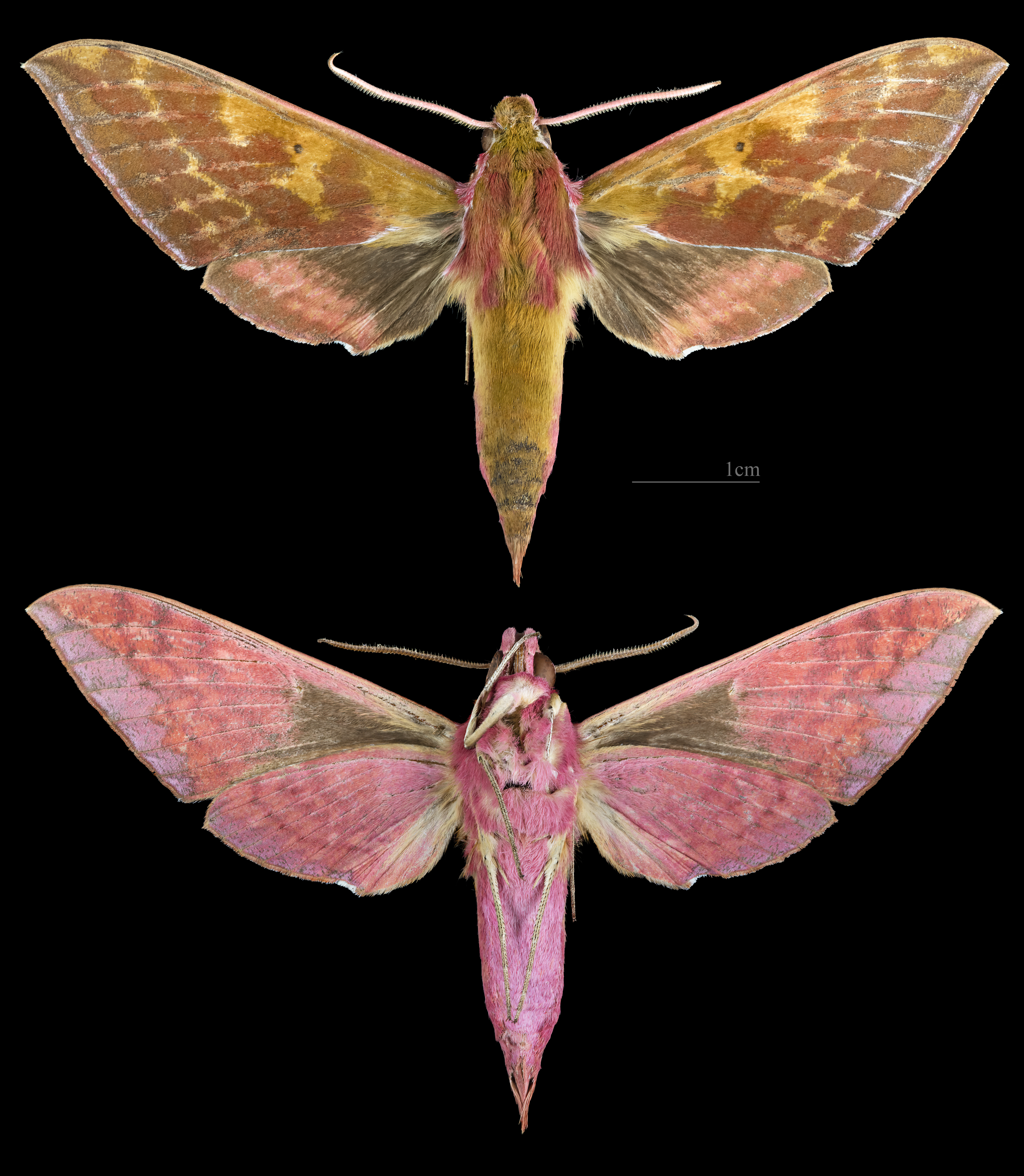
Rhagastis gloriosa
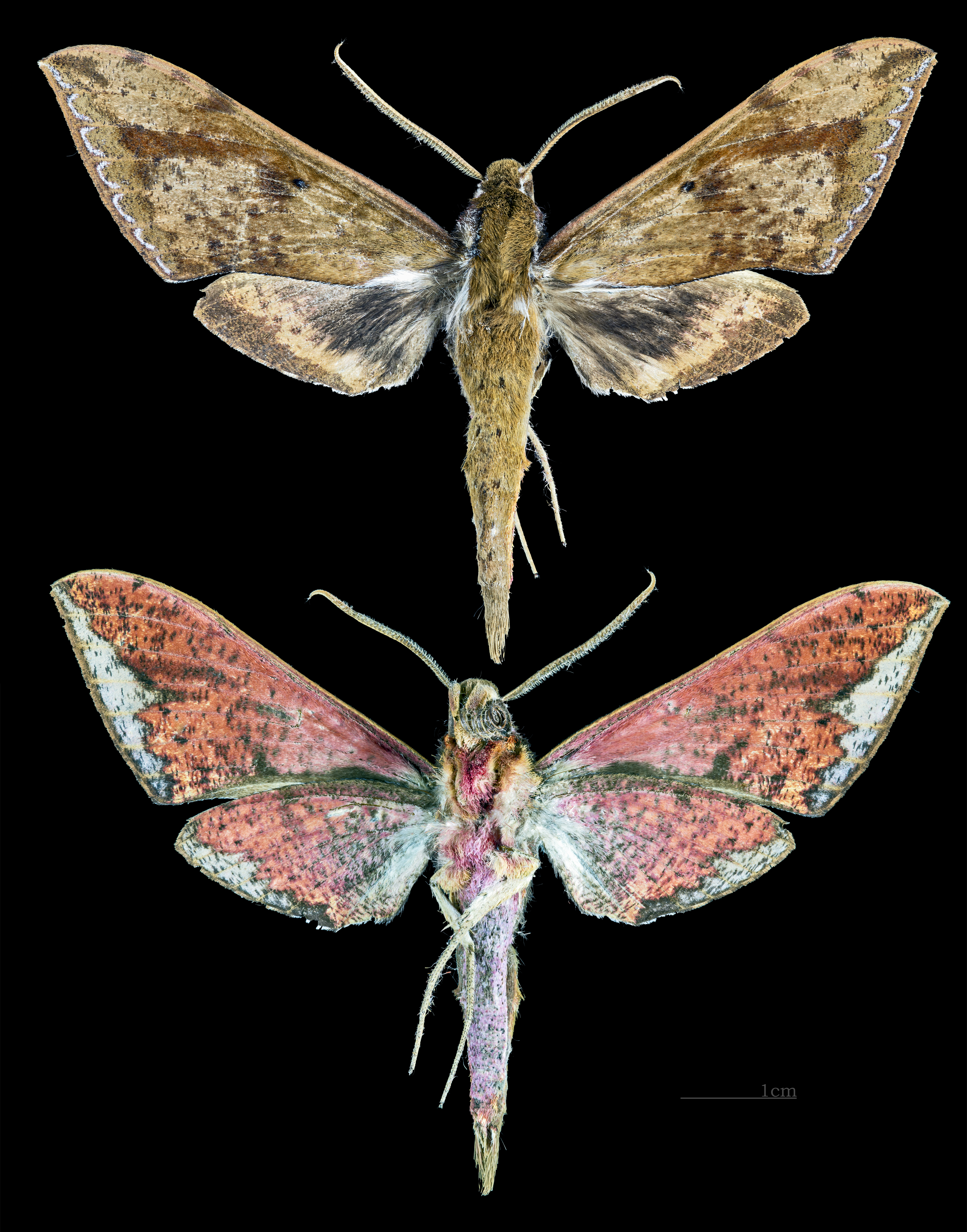
Rhagastis lunata
Rhagastis mongoliana
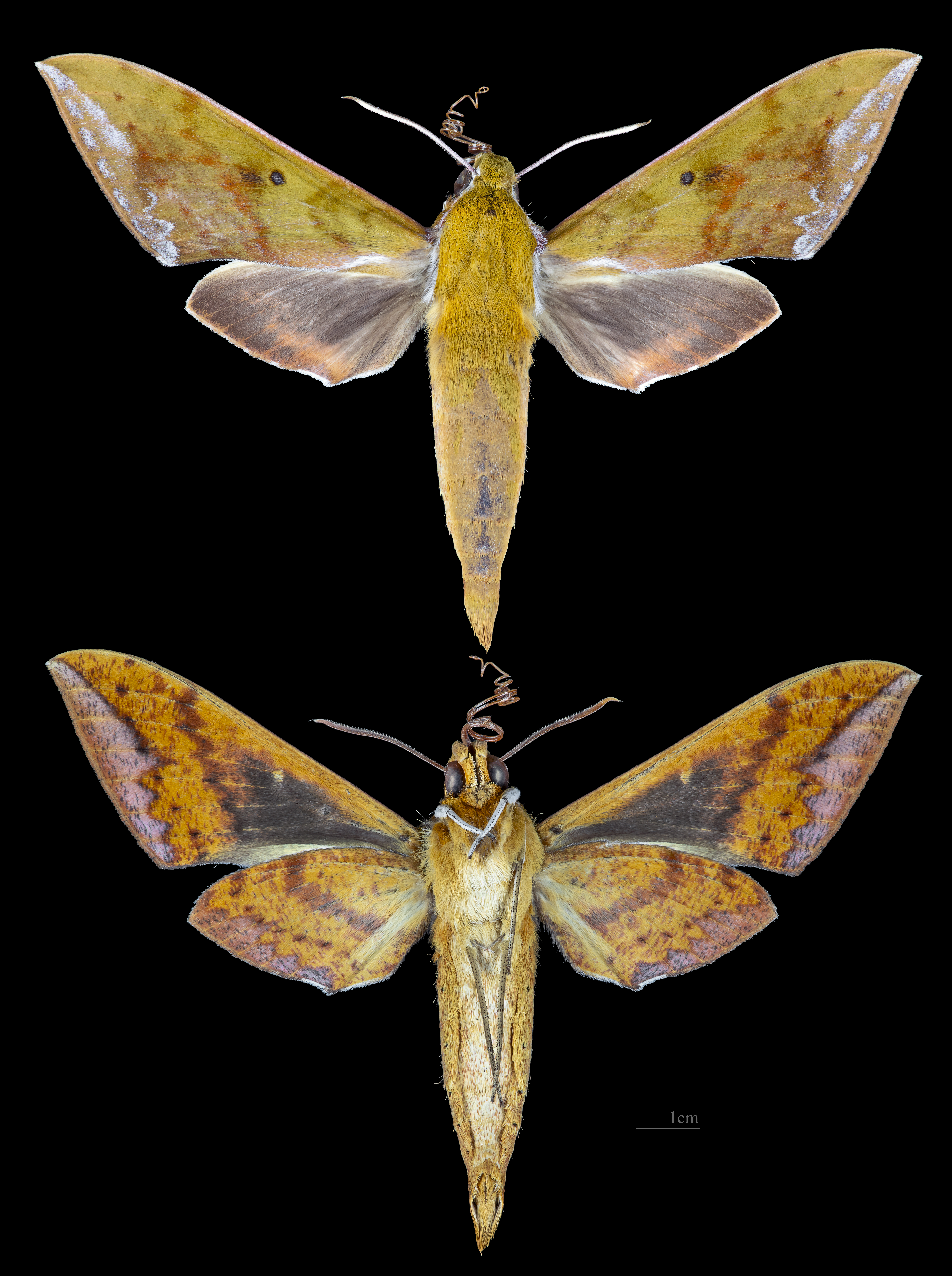
Rhagastis olivacea
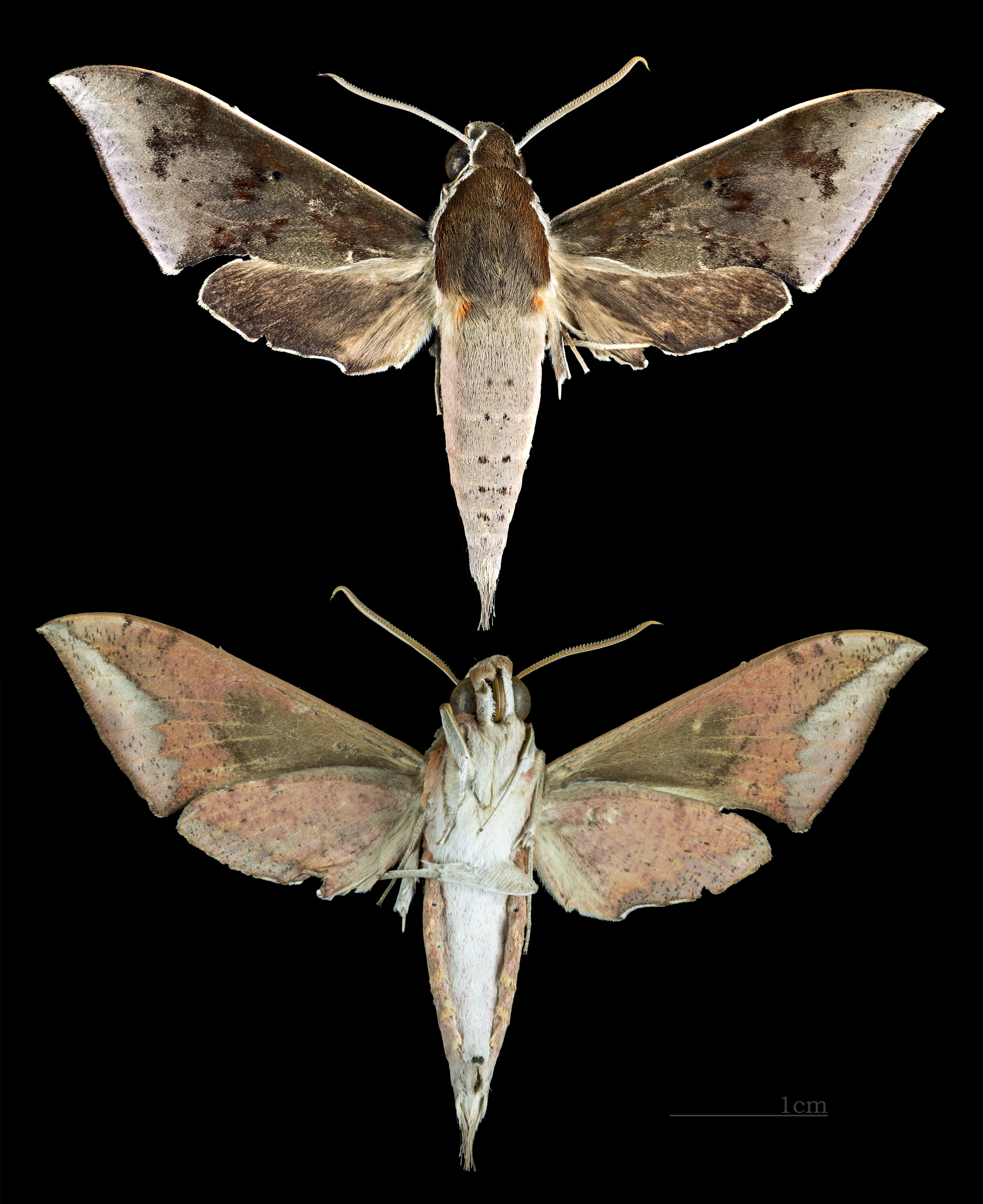
Rhagastis rubetra
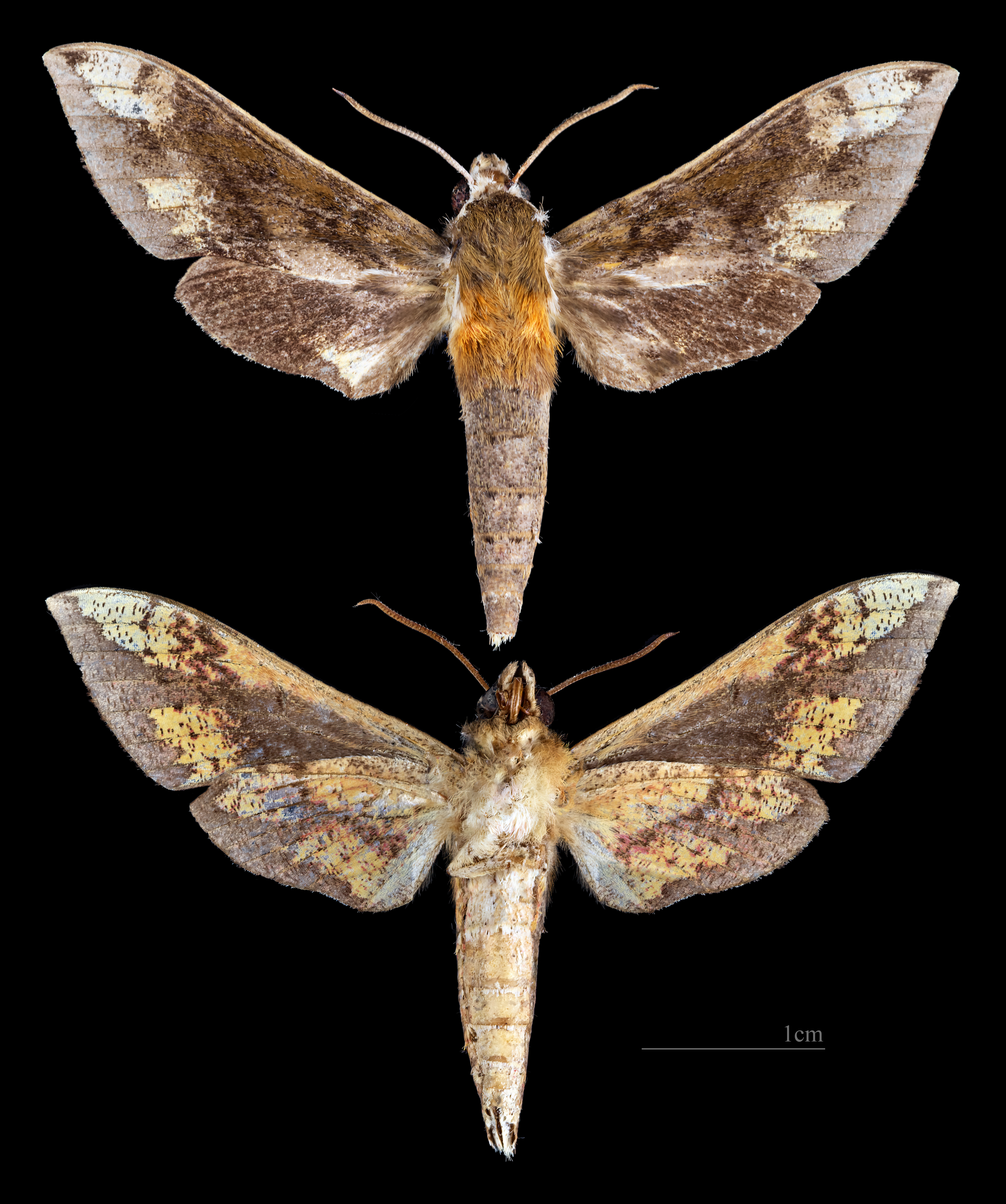
Rhagastis trilineata
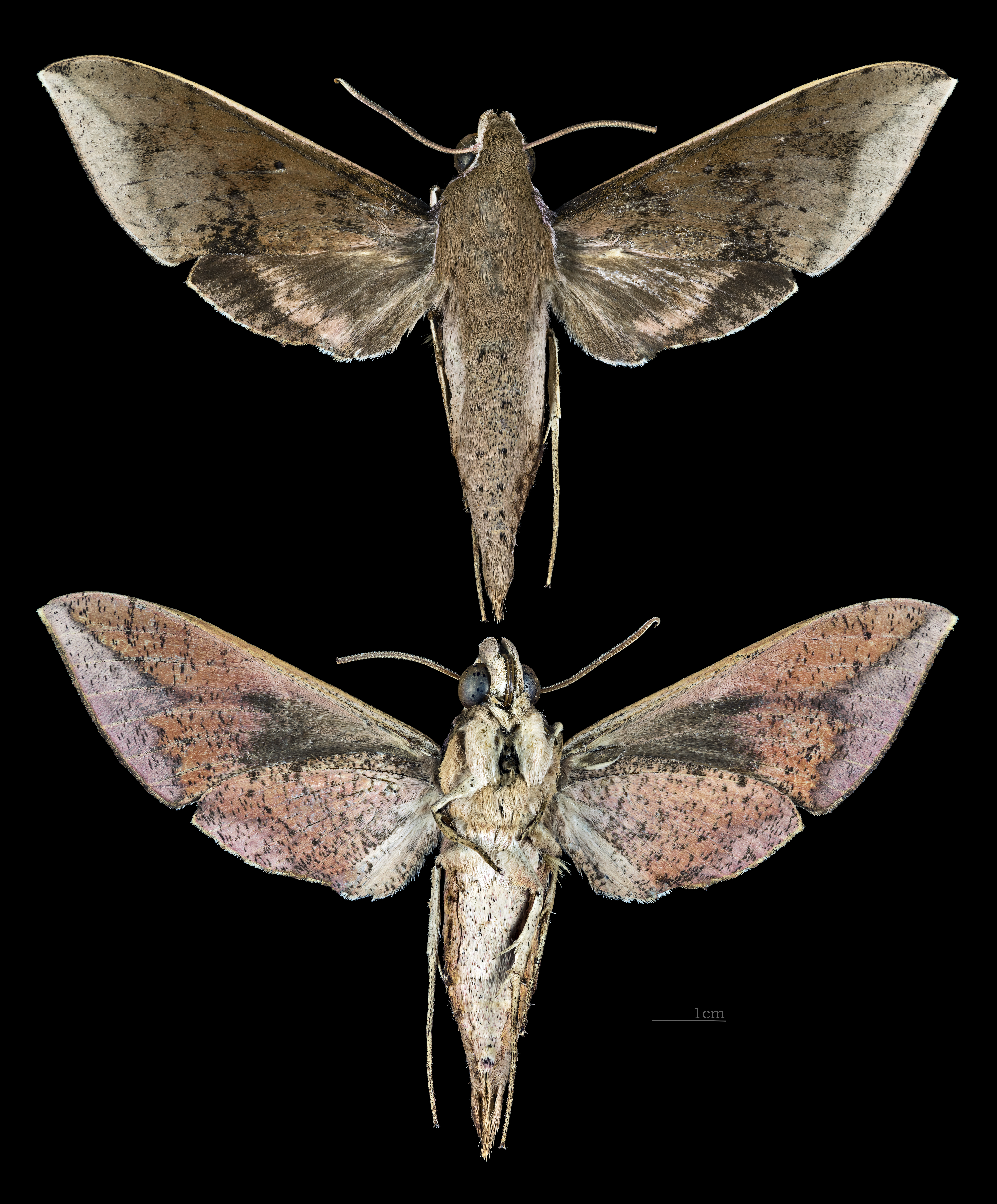
Rhagastis velata